# Luis Beltrán (Río Negro)
Luis Beltrán est une ville d'Argentine, située dans le département d'Avellaneda, en province de Río Negro. La ville est située au nord de la Patagonie argentine.
La ville se trouve dans la partie nord de l'Isla Grande de Choele Choel dans la vallée moyenne du Río Negro. On y accède par la route nationale 250, qui se connecte avec la route nationale 22.

## Toponymie
Le premier nom que l'on donna à la ville fut celui de Villa Galense (ville galloise), puis Tir Pentré - nom gallois traduisible par terre de petits villages, en hommage aux familles de cette origine provenant de la province du Chubut.
Un décret du 14 février 1911, imposa le nom de Luis Beltrán, en hommage à Fray Luis Beltrán (frère Luis Beltrán), religieux franciscain et aussi colonel qui fit partie de l'Armée des Andes sous le commandement du libertador José de San Martin.

## Population
La localité comptait 5 116 habitants en 2001, ce qui représentait une hausse de 15,7 % par rapport aux 4 422 recensés en 1991.